# Цзи Шэндэ
Цзи Шэндэ (кит. 姬 胜 德, р.1948) — военный деятель КНР, сын бывшего министра иностранных дел КНР Цзи Пэнфэя.
С декабря 1995 по август 1999 года возглавлял Главное разведывательное управление НОАК. В 1999 году Цзи Шэндэ был снят со своего поста, после того как выяснилось, что он причастен к скандалу с предпринимателем Лай Чансином, который обвинялся властями КНР в контрабанде и даче взяток в особо крупных размерах. В 2000 году Цзи Шэндэ был приговорен к смертной казни с отсрочкой исполнения на два года, впоследствии заменённой на 20-летний срок заключения в тюрьме..
Фандрайзер Национального комитета Демократической партии США Джонни Чун в мае 1999 году на слушаниях в Конгрессе США сообщил, что Цзи Шэндэ передал ему $300 000 для Демократической партии.. По оценкам российских экспертов, целью этого финансирования было, по-видимому, не влияние на исход выборов, а приобретение китайскими спецслужбами связей и влияния в американских политических кругах.